# فيلما ألبا كال
فيلما ألبا كال هي كاتبة غنائية كوبية، ولدت في 16 مايو 1988 في كوبا.

## روابط خارجية
- مقالات تستعمل روابط فنية بلا صلة مع ويكي بيانات